# Orle
 Orle  falu és község Horvátországban Zágráb megyében. Közigazgatásilag Bukevje, Čret Posavski, Drnek, Obed, Ruča, Stružec Posavski, Suša, Veleševec és Vrbovo Posavsko települések tartoznak hozzá.

## Fekvése
Zágráb központjától 25 km-re délkeletre, a Száva jobb partján fekszik.

## Története
A falu középkori eredetű, de alapítási ideje nem ismert. A temető mellett álló kápolnája szintén középkori, román stílusban épült. Az 1789-ben alapított veleševeci plébániához tartozik, mely a Száva túlpartján fekvő Oborovo plébániájáról vált le. A kápolna a legrégibb szakrális építmény a plébánia területén.
1857-ben 144, 1910-ben 175 lakosa volt. Trianon előtt Zágráb vármegye Nagygoricai járásához tartozott. Orle községet 1996-ban alapították. 2001-ben a falunak 70,  a községnek összesen 2145 lakosa volt. A települést kompjárat köti össze a folyó túlpartján fekvő Oborovoval.

## Lakosság
| Lakosság változása | Lakosság változása | Lakosság változása | Lakosság változása | Lakosság változása | Lakosság változása | Lakosság változása | Lakosság változása | Lakosság változása | Lakosság változása | Lakosság változása | Lakosság változása | Lakosság változása | Lakosság változása | Lakosság változása |
| ------------------ | ------------------ | ------------------ | ------------------ | ------------------ | ------------------ | ------------------ | ------------------ | ------------------ | ------------------ | ------------------ | ------------------ | ------------------ | ------------------ | ------------------ |
| 1857               | 1869               | 1880               | 1890               | 1900               | 1910               | 1921               | 1931               | 1948               | 1953               | 1961               | 1971               | 1981               | 1991               | 2001               |
| 144                | 135                | 159                | 172                | 166                | 175                | 156                | 150                | 115                | 118                | 116                | 89                 | 74                 | 77                 | 70                 |

## Nevezetességei
- Háromkirályok tiszteletére szentelt kápolnája román stílusban épült. Egyhajós épület, tornya a szentély mellett az északi oldalon áll.
- A faluban Szent Bertalan napján minden évben lovas körmenetet tartanak a szent tiszteletére.

## Külső hivatkozások
- Orle község hivatalos oldala
- A község rövid ismertetője